# ダイロック県

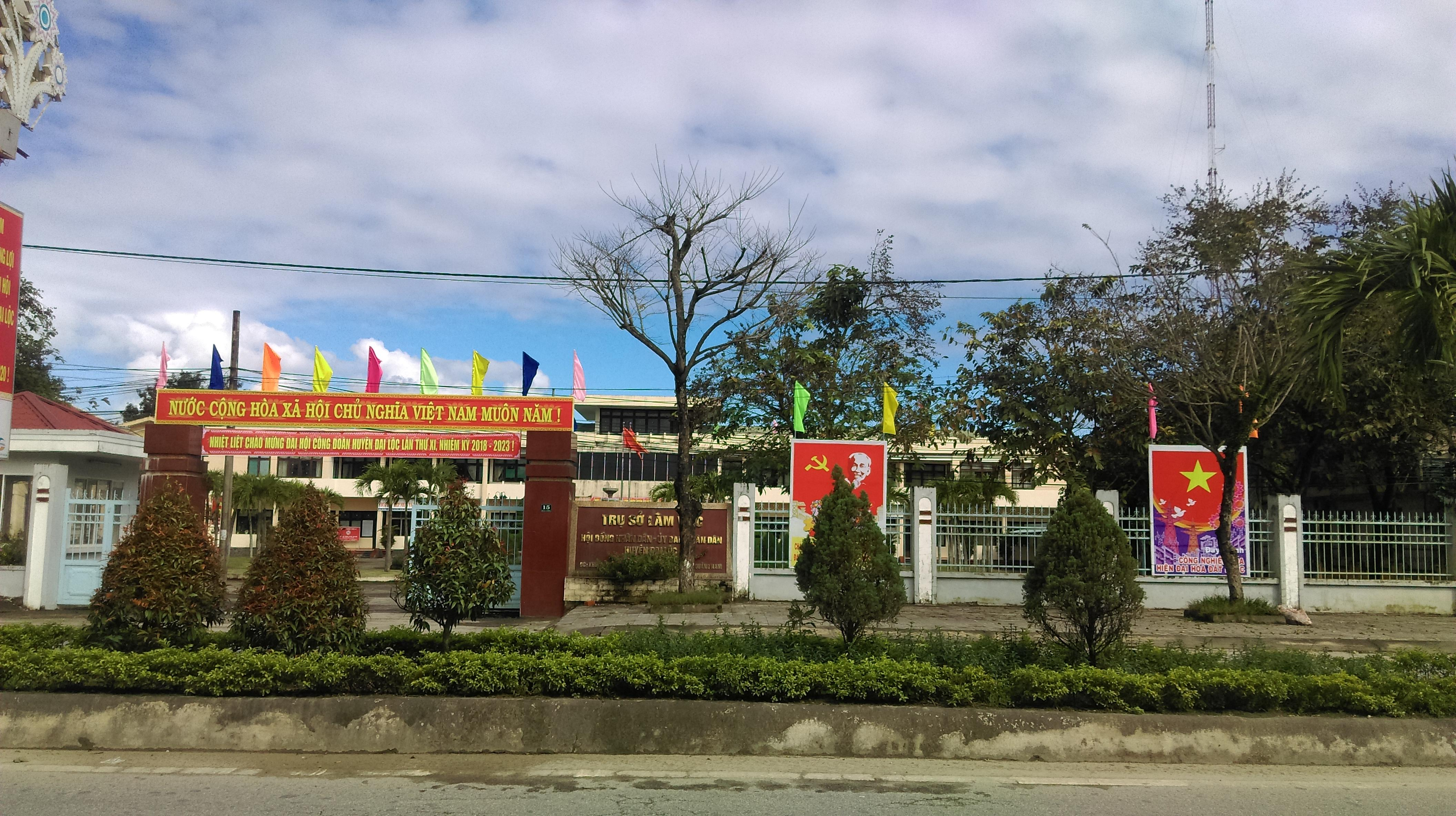
人民委員会

ダイロック県（ダイロックけん、ベトナム語：Huyện Đại Lộc / 縣大祿?）は、ベトナム社会主義共和国クアンナム省の県である。面積は585.6 km²、人口は183,060人（2018年）である。

## 行政区画
1市鎮17社から構成される。